# Test d'Ames
Pour les articles homonymes, voir Ames (homonymie).

Principes du test d'Ames.

Le test d'Ames est un test biologique permettant de déterminer le potentiel mutagène d'un composé chimique. Les cancers étant souvent liés à des dommages causés dans l'ADN, ce test rapide et peu onéreux est donc utilisé afin d'estimer le potentiel cancérigène d'une substance. Le protocole fut décrit dans une série de publications au début des années 1970 par Bruce Ames et son équipe de l'Université de Californie, Berkeley.

## Principe
Le principe de ce test repose sur différentes souches bactériennes de Salmonella typhimurium portant des mutations dans les gènes nécessaires à la synthèse de l'histidine. Ainsi, celles-ci sont donc auxotrophes pour l'histidine et requièrent par conséquent un apport d'histidine pour se développer.

Le test permet donc d'évaluer la facilité que possède une substance à induire une réversion de la souche auxotrophe. Dans le cas d'une substance mutagène, on observe ainsi l'apparition de souche prototrophes, ne nécessitant plus d'histidine pour croître mais d'un milieu minimum seulement.
Les souches de départ (His-) ont muté en souche (His+) sous l'effet de la substance mutagène. Ce phénomène est également appelé mutation réverse et conduit à l'apparition de bactéries mutées (révertants).
- Un extrait de foie de rat (appelé S9 Mix) est ajouté afin de simuler l'effet du métabolisme. En effet, certains composés comme le benzopyrène une fois métabolisés induisent la formation de produits cancérigènes. Du S9 Mix de Hamster peut être utilisé pour entrainer la métabolisation de certains produits. Certains toxiques directs ne nécessitent cependant pas d'activation métabolique avec du S9 Mix. On peut alors le remplacer par du PBS.

Différentes souches de Salmonella typhimurium peuvent être utilisées pour ce test. Différents types de dommages à l'ADN peuvent ainsi être observés en fonction des souches. La souche TA98 qui est l'une des plus utilisées est plus sensible aux mutations qui affectent le cadre de lecture. La souche TA100 est une souche plus sensible aux mutations de substitutions.

## Problèmes
Comme Salmonella est un organisme procaryote, le tests d'Ames ne représente pas un modèle parfait pour l'Homme et d'autres animaux (par exemple ce test est négatif pour la dioxine, pourtant connue pour être cancérigène chez l'Homme et d'autres mammifères ; il est négatif pour le Bisphénol A (BPA) qui se montre pourtant mutagène et perturbateur endocrinien chez l'animal de laboratoire. Un modèle in vitro ou in vivo plus adapté a donc été créé pour les cellules eucaryotes : le test dit « d'aberration chromosomique » : caryotypes, réarrangements chromosomiques, désappariements. Ce dernier test peut se réaliser sur deux modèles différents :
- in vitro, sur des cellules de mammifères ;
- in vivo, sur des cellules hématopoïétiques de rongeur.